# Václav Benda (fotbalista)
Václav Benda (20. května 1907 – ?) byl český fotbalista, brankář.

## Fotbalová kariéra
Hrál za FK Viktoria Žižkov. V lize odehrál 142 utkání. Ve Středoevropském poháru nastoupil v 5 utkáních. Mistr Československa 1927–1928.